# Eve (serie de televisión)
Eve (en hangul, 이브; romanización revisada, Ibeu) es una serie de televisión surcoreana que fue estrenada en mayo de 2022 a través de tvN.

## Sinopsis
La serie cuenta la historia de una demanda de divorcio de 2 billones de libras esterlinas de la familia chaebol que conmociona a toda la nación, de la cual, en el centro de la demanda está Lee Ra-el, la hija de la familia chaebol.

## Reparto

### Personajes principales
- Seo Ye-ji como Lee Ra-el / Kim Sun-bin, una mujer quien después de pasar por un desafortunado asunto familiar, se transforma en alguien con un encanto fatal que se compara con una «flor peligrosa».[2]
  - Kim Ji-an como Ra-el de joven.[3][4]
- Lee Sang-yeop como Seo Eun-pyung, un abogado de derechos humanos.[5]
- Park Byung-eun como Kang Yoon-kyum, el director ejecutivo del grupo empresarial número uno en el mundo financiero.[6]
- Yoo Sun como Han So-ra, la hija única e inestable del poderoso político Han Pan-ro. Está casada con Kang Yoon-kyum, un miembro de la familia chaebol del Grupo LY.

### Secundario

#### Gente alrededor de Ra-el
- Lee Il-hwa como Jang Moon-hee, una mujer que pretendió ser la madre de Ra-el, a quien ayuda en su plan de venganza.
- Lee Ha-yool como Jang Jin-wook, el esposo de Ra-el. Tuvo una relación de negocios cercana con Kang Yoon-kyum.[7]
- Kim Si-woo como Jang Bo-ram, la hija de Jin-wook e hijastra de Ra-el.
- Cho Deok-hyun como Lee Tae-joon, el padre de Ra-el. Fue asesinado.
- Kim Jung-young como Kim Jin-sook, la amorosa madre de Ra-el, quien desapareció.[8]

#### Gente alrededor de Yoon-kyum
- Lee Seung-cheol como Kang Bon-geun, el padre de Chi-kyum y Yoon-kyum. El presidente del Grupo LY.
- Park Myung-hoon como Kang Chi-kyum, el hermano mayor de Yoon-kyum.[9]
- Lee Se-na como Yoon Soo-jung, la esposa de Chi-kyum.
- Noh Ha-yeon como Kang Da-bi, la hija de Yoon-kyum y So-ra.

#### Gente alrededor de So-ra
- Jeon Kook-hwan como Han Pan-ro, el padre de So-ra y un poderoso político de Corea.[10]
- Jung Hae-kyun como Kim Jung-cheol, el fiel cómplice de Pan-ro.[10]
- Cha Ji-hyuk como Moon Do-wan.[11]
- Son So-mang como Eun Dam-ri.[12]
- Kim Ye-eun como Yeo Ji-hee.[13]
- Lee Ji-ha como Elisa Cha.

#### Gente alrededor de Eun-pyung
- So Hee-jung como Kim Kye-young.[14]

## Episodios
La serie conformada por dieciséis episodios, está programado para estrenarse en tvN en mayo de 2022.

## Producción
La serie es dirigida por Director: Park Bong-seop (박봉섭) y escrita por Yoon Young-mi.
A finales de noviembre de 2021, se anunció que el actor Lee Sang-yeob estaba en pláticas para unirse al elenco principal de la serie.
El 21 de noviembre de 2021, se anunció que había comenzado la filmación. El 25 de febrero de 2022, se publicaron las fotos de la lectura del guion.